# Federico Figner
Pour les articles homonymes, voir Figner.
Federico Figner, également connu sous le nom de Fred Figner, né sous le nom de Friedrich Figner le 2 décembre 1866 à Milevsko (Bohême, actuellement en République tchèque) et mort le 19 janvier 1947 à Rio de Janeiro (Brésil), est un réalisateur d'origine tchèque, pionnier de l'industrie du cinéma et de la musique, ayant principalement travaillé en Amérique du Sud. 

## Biographie
Émigré juif, Federico Figner vit aux États-Unis avant de s'établir à Belém, au Brésil en 1891. Il voyage dans de nombreuses régions du Brésil, faisant des expositions publiques du phonographe d'Edison. Neuf ans plus tard, Figner s'installe à Rio de Janeiro, où il crée en 1900 la Casa Edison, la première maison de disques commerciale du Brésil. Cette société est considérée comme un pionnier dans l'enregistrement et la vente de musique populaire brésilienne. Il fonde également Odeon, la première usine brésilienne de disques phonographiques.
En 1896, il tourne en Argentine ce qui est aujourd'hui considéré comme les trois premiers films du pays. Les trois films de Figner (Vistas de Palermo, La Avenida de Mayo et La Plaza de Mayo) consistent en de courtes représentations de sites touristiques de la ville de Buenos Aires et sont projetés le 24 novembre 1896,.
On sait peu de choses sur Figner concernant ses activités de tournage, et son travail est généralement obscurci par celui d'Eugenio Py, un Français qui a filmé en 1897 La bandera argentina ("Le Drapeau argentin").